# Zavadka (okres Mukačevo)
Zavadka, ukrajinsky Завадка, maďarsky Rákócziszállás, je osada obce Verbjaž, v nyžněvorotské vesnické komunitě (hromadě), v mukačevském okrese Zakarpatské oblasti Ukrajiny. V roce 2025 zde žilo 1087 obyvatel.

## Místní části
- Perešyr (Перешир)

## Historie
První písemná zmínka o vsi pochází z roku 1630. Do uzavření Trianonské smlouvy byla součástí Uherska, poté byla součástí Československa. V roce 1939 se východní oblast Československa stala malou samostatnou republikou Karpatská Ukrajina, kterou vzápětí obsadilo Maďarsko. Od roku 1945 byla ves součástí Ukrajinské sovětské socialistické republiky, která byla součástí SSSR. Od roku 1991 je součástí nezávislé Ukrajiny.